# Bengalia peuhi
Bengalia peuhi este o specie de muște din genul Bengalia, familia Calliphoridae, descrisă de Villeneuve în anul 1914. Conform Catalogue of Life specia Bengalia peuhi nu are subspecii cunoscute.